# Роберт Гаммонд (хокеїст на траві)
Роберт Гаммонд (англ. Robert Hammond, 6 травня 1981) — австралійський хокеїст на траві.
Олімпійський чемпіон 2004 року, бронзовий призер 2008 року.
Переможець Ігор Співдружності 2006, 2010 років.
Чемпіон світу 2010, 2014 років, срібний призер 2006 року.
Переможець Трофею чемпіонів 2008, 2009 років, срібний призер 2003, 2007 років.
Переможець Кубка Океанії 2013 року.